# 杰克逊维尔海滩 (佛罗里达州)
杰克逊维尔海滩（英語：Jacksonville Beach），是美国佛罗里达州杜瓦爾縣下属的一座城市。建立于1907年。面积约为56.9平方公里（约合22平方英里）。根据2010年美国人口普查，该市有人口21,362人。论人口在本州排行第98。